# Kežmarok
Kežmarok (på tyska Kesmark / Käsmark, på ungerska Késmárk) är en stad i regionen Prešov i nord-östra Slovakien.  Staden som har en yta av 24,8 km² har en befolkning, som uppgår till 17 241 invånare (2005).